# Filosofia do Oriente Médio
A filosofia do Oriente Médio refere-se às tradições filosóficas desenvolvidas em várias regiões do Oriente Médio, desde a Antiguidade até os tempos contemporâneos. Essas tradições filosóficas incluem contribuições da filosofia egípcia, mesopotâmica, persa, grega, helenística e islâmica medieval. Além disso, o pensamento contemporâneo foi moldado por fatores como o colonialismo e a modernidade. O Oriente Médio desempenhou um papel crucial como encruzilhada de influências culturais e intelectuais, contribuindo significativamente para o desenvolvimento da filosofia mundial.

## História

### Filosofia Antiga (aproximadamente 3000 a.C. – 300 a.C.)
A filosofia no Oriente Médio remonta aos primeiros registros escritos do Egito Antigo e da Mesopotâmia. Embora essas civilizações não tenham desenvolvido sistemas filosóficos comparáveis aos da Grécia Antiga, refletiram profundamente sobre questões éticas, cosmológicas e religiosas. No Egito, a literatura sapiencial, como os Ensinamentos de Ptahhotep, discutia questões de conduta moral, justiça e harmonia social.
Na Mesopotâmia, a filosofia estava entrelaçada com a religião. O épico da criação, o Enuma Elish, descreve a formação do cosmos e a ascensão dos deuses, refletindo preocupações filosóficas sobre a ordem cósmica e o poder divino. O Código de Hamurabi (c. 1754 a.C.) foi um marco no desenvolvimento de sistemas legais e refletia uma concepção primitiva de justiça baseada na retribuição.

#### Contribuições Filosóficas da Antiguidade
Na Suméria, os primeiros textos filosóficos abordavam a origem do universo e a relação entre os deuses e a humanidade, como exemplificado no Epopeia de Gilgamesh, um dos textos literários mais antigos do mundo. Esse poema reflete sobre a mortalidade, a imortalidade e o sentido da vida, temas centrais na filosofia posterior.
No Egito Antigo, o arquiteto Imhotep é considerado um dos primeiros a unir a ciência, a medicina e a filosofia em seus ensinamentos, que influenciaram o pensamento sobre moralidade e justiça.

### Filosofia Persa (aproximadamente 1000 a.C. – 700 d.C.)
A filosofia persa foi moldada fortemente pelos ensinamentos de Zaratustra (Zoroastro), fundador do Zoroastrismo. Ele introduziu um sistema dualista no qual o universo era dividido entre o bem, representado por Ahura Mazda, e o mal, representado por Angra Mainyu. Esse dualismo influenciou a filosofia persa e suas concepções de ética, justiça e moralidade.
Durante o Império Aquemênida, figuras como Ciro, o Grande aplicaram princípios zoroastristas em suas políticas, como visto no Cilindro de Ciro, que muitos consideram a primeira declaração de direitos humanos.
Após o domínio dos Aquemênidas, a filosofia persa foi influenciada pelo Helenismo, trazido por Alexandre, o Grande. Durante o período Sassânida, surgiram pensadores como Mani e Mazdak, que introduziram conceitos de justiça social e igualdade.

### Filosofia Islâmica Medieval (aproximadamente 700 – 1500 d.C.)
A filosofia islâmica floresceu durante o período medieval, particularmente durante o Califado Abássida (750–1258), quando a Casa da Sabedoria, em Bagdá, tornou-se um centro de tradução e estudo de textos gregos, persas e indianos. Filósofos como Al-Farabi, Avicena e Averróis foram profundamente influenciados pela filosofia grega, especialmente as obras de Platão e Aristóteles, e tentaram reconciliar esses ensinamentos com a teologia islâmica.
Avicena desenvolveu a teoria do "ser necessário" (wajib al-wujud), na qual argumentava que Deus era um ser cuja existência era imprescindível para a criação do universo. Esse conceito teve um impacto duradouro tanto na filosofia islâmica quanto na filosofia cristã medieval.
Os principais temas da filosofia islâmica são:
- Metafísica e Ontologia: O conceito de wajib al-wujud, introduzido por Avicena, foi fundamental para as discussões filosóficas islâmicas sobre a natureza de Deus e do universo.[12]
- Ética e Política: Al-Farabi discutiu a relação entre religião e governança, propondo uma sociedade ideal baseada na razão e na virtude, influenciado pelos escritos de Platão.[13]
- Teologia: O desenvolvimento do Kalam (teologia islâmica) buscava reconciliar a fé com a razão, abordando questões filosóficas como a criação do universo e o livre-arbítrio.[14]

### Filosofia Contemporânea (século XIX – presente)
Nos séculos XIX e XX, o pensamento filosófico no Oriente Médio foi moldado pelos desafios do colonialismo e da modernidade. Intelectuais como Jamal al-Din al-Afghani e Muhammad Abduh buscaram modernizar o pensamento islâmico para enfrentar as pressões do imperialismo europeu.
No Irã, pensadores como Ali Shariati combinaram a tradição islâmica com o marxismo, propondo uma revolução social e religiosa.